# Yé
Yé là một tổng của tỉnh Nayala ở phía đông Burkina Faso. Thủ phủ của tổng này là thị xã Yé. Theo điều tra dân số năm 1996, tổng này có dân số 34.851 .

## Các thị xã và các làng
- Yé	(5 903 dân) (thủ phủ)
- Bondaogtenga	(766 dân)
- Bouna	(1 212 dân)
- Daman	(3 541 dân)
- Doumbassa	(1 077 dân)
- Goersa	(1 471 dân)
- Kangotenga	(903 dân)
- Kobé	(160 dân)
- Mélou	(2 971 dân)
- Mobgowindtenga	(1 430 dân)
- Nabonswindé	(1 780 dân)
- Niempourou	(1 901 dân)
- Noagtenga	(565 dân)
- Sankoué	(2 993 dân)
- Saoura	(2 056 dân)
- Sidikitenga	(638 dân)
- Siguinvoussé	(862 dân)
- Tani	(2 567 dân)
- Watinoma	(1 458 dân)
- Yambatenga	(597 dân)